# Арлеце (Верчели)
Арлеце је насеље у Италији у округу Верчели, региону Пијемонт.
Према процени из 2011. у насељу је живело 56 становника. Насеље се налази на надморској висини од 628 м.